# ザ・プレジャー・シーカーズ
ザ・プレジャー・シーカーズ（The Pleasure Seekers）は、1960年代にミシガン州デトロイトで結成されたガレージロック / ガールズロックバンド。その後、音楽的な方向性を変えながら、クレイドルへと変貌を遂げた。

## 概要
アメリカでも最初期にメジャーと契約したガールズロックバンドである。後にメンバーのスージー・クアトロが頭角を現したことでも知られる。スージー・クアトロの回想録『Unzipped』によると、姉妹はバンド名を決めるために辞書を探したという。快楽主義者(hedonist)」という言葉に出会い、「快楽を求める者」という定義で「プレジャーシーカーズ(The Pleasure Seekers)」と名づけたという。

## ヒストリー

### バイオグラフィー
1964年5月、ミシガン州デトロイトでパティ・クアトロによってプレジャーシーカーズが結成された。リード・シンガーのスージー・クアトロとパティ・クアトロ（1948年3月10日生まれ）、ドラムのナンシー・ボール、ギターのメリー・ルー・ボール、ピアノのダイアン・ベイカーがオリジナルのラインナップ。アーリーン・クアトロ（1941年生まれ）の夫であるレオ・フェンがバンドのマネージャーを務めていた。パティはやがてデイヴ・レオーネに頼んで、彼のティーン・ナイト・クラブ、ザ・ハイダウトに出演させてもらうことになった。彼は2週間後に彼らをステージに上げ、彼らはすぐにその会場で有名になった。彼らは、急成長するデトロイト・ロック界で勢いを増し、テッド・ニュージェント、ボブ・シーガーらとコンサートやティーン・クラブで共演するようになった。
バンドの最初のレコードは、1965年、スージー・クアトロと姉のパティ・クアトロがそれぞれ15歳と17歳のときに、ハイドアウト・レコード・レーベルからリリースされた。ファーストシングルの 「Never Thought You'd Leave Me" b/w "What a Way to Die 」の両面は、ある程度著名なものである。前者は『Highs in the Mid-Sixties, Volume 6』に収録され、後者は1988年のカルト映画『Blood Orgy of the Leather Girls』で「The Mummies」がカバーした。デイヴ・レオーネが作詞作曲したこの2曲は、Hideout Recordsの回顧コンピレーション・アルバム『Friday at the Hideout』に収録され、リージョナル・チャートを獲得している。
1966年初頭、リズムギターにシェリル・ハンマーリー、ピアノにダイアン・ベイカーの代わりにアーリーン・クアトロが加入した。同年10月にはダーリン・アーノーンが加入した。1967年8月には、ハンマーリーに代わってパミ・ベッドフォードが加入した。
1968年には、女性だけのロックバンドとしては最も早くメジャーレーベルであるマーキュリーレコードと契約を結んだ。セカンドシングル 「Light of Love" b/w "Good Kind of Hurt"」をリリースし、2曲ともチャートに入った。ダイナミックなショーバンドに成長した彼らは、全米ツアーを敢行。彼らのショーは、「Sgt. Pepper/Magical Mystery Tour」のレヴューと、モータウン・サウンドのレヴューをフィーチャーしていた。このショーでは、初期のライト・ショーが取り入れられた。

### クレイドル
1969年、プレジャーシーカーズはクレイドルに発展し、音楽的な方向性を変え、よりヘヴィなオリジナル曲を書き、全米ツアーを行うようになった。アーリーンはマネージャーとなり、末妹のナンシー・クアトロ（1953年生まれ）がヴォーカリストとパーカッショニストとして加入した。グループは精力的にツアーを行い、当時の人気バンドと共に全米のコンサートやポップ・フェスティバルに出演し、最後にはベトナム・ツアーも行った。1971年、スージーはプロデューサーのミッキー・モストのレーベルRAKレコードと契約し、スージー・クアトロとしてイギリスに渡り、ソロで名声を得る。後にニューヨーク・ドールズのジェリー・ノーランが、スージー脱退までの数ヶ月間、バンドでドラムを叩いていた。パティは妹のナンシーとクレイドルで活動を続け、兄マイクのMQジャム・バンドに加わり、アルバム『ルック・ディープリー・イン・ザ・ミラー』を共同制作、レコーディングした。

### その後
クアトロ姉妹は、初期のプレジャーシーカーズ時代を彷彿とさせるような、テレビやコンサートの特別企画で長年にわたって再結成されている。
パティは現在、妹のナンシーとともにクレイドル・ロックス・パブリッシングを経営し、プレジャーシーカーズとクレイドルの音楽の未発表オリジナル・カタログの復元に携わっている。
クレイドルの楽曲を新たにリマスタリングしたアルバム『The History』が2010年に発売された。
プレジャーシーカーズの楽曲を新たにリマスターしたアルバム『What a Way to Die』が2011年に発売された。

## メンバーのその後の人生
アーリーン・クアトロとレオ・フェンは結婚し、娘に女優のシェリリン・フェンを持つ。アーリーン・クアトロは音楽業界を離れ、健康に関する本を執筆し、環境問題に関わるようになった。
ナンシー・クアトロは音楽マネージメントに転じ、N. Glass Managementを設立し、バンド「Overscene」のマネージメントを行った。
1974年、パティ・クアトロ（現パティ・エリクソン）がファニーに参加し、アルバム『ロックンロール・サヴァイヴァーズ』に参加、シングル2曲「アイヴ・ハド・イット」と「バター・ボーイ」は全米29位を獲得した。1975年、パティはファニーを脱退。彼女はいくつかのアルバムでスタジオワークを続け、音楽のサイドプロジェクトとモデル業を追求した。
スージー・クアトロはヨーロッパで人気を博し、長きに渡る音楽活動を成功させた。5500万枚以上のレコードを売り上げ、現在もツアーやレコーディングで活躍している。また、テレビ女優、舞台女優、ラジオDJ、作家としても活躍。テレビ番組「ハッピー・デイズ」のレザー・タスカデロ役で知られる。

## ディスコグラフィー

### シングル
- "Never Thought You'd Leave Me" (1965), Hideout Records
- "Light of Love" (1968), Mercury Records[6]

### コンピレーション・アルバム
- Friday at the Hideout (date unknown), Hideout Records
- Highs in the Mid-Sixties, Volume 6 (1984), AIP Records – a picture of The Pleasure Seekers appears on the cover of the album.
- The History (2010), Cradle – distributed by CD Baby[7]
- What a Way to Die (2011), The Pleasure Seekers – distributed by CD Baby[8]